# 流苏树钩丝壳
流苏树钩丝壳（学名：Uncinula chionanthi）是属于白粉菌目白粉菌科钩丝壳属的一种真菌，寄生在流苏树上。该种分布于中国。